# Exile (album zespołu Anorexia Nervosa)
Exile – pierwszy album francuskiej black metalowej grupy Anorexia Nervosa

## Lista utworów
1. Prologue - To Exclude From The Cycle Of Generations -	05:29
2. Sequence 1 - Spiritu Fornicationis / Action 1 - Distressing Amnios 	- 06:34
3. Sequence 2 - Say The World That Fall In The Sky / Action 2 - Gnostic Wails  -	03:33
4. Sequence 3 - The Unveiled Mirror / Action 3 - Other Wails -	02:48
5. Sequence 4 - Divert The Necessities Of The Body 	 – 01:08
6. Sequence 1 - Against The Sail / Action 1 - Vertebrae Embryo -	01:18
7. Sequence 2 - Faith / Action 2 - Discordant Effects Of Suicides 	 – 02:58
8. Sequence 3 - Acclaim New Master / Action 3 - Slave -	07:38
9. Sequence 4 - First Tasting Of Faecal Matter -	02:19
10. Sequence 1 - Some Miracles Of Entrails / Action 1 - Not Showed -	04:30
11. Sequence 2 - Spirit Of The Valley / Action 2 - Enclose -	04:43
12. Sequence 3 - Flesh Goes Out Without Grace -	06:38
13. Epilogue - Running Of Mental Fluids 	- 00:50

## Wykonawcy
- Pierre Couquet – gitara basowa
- Nilcas Vant - perkusja
- Marc Zabé - gitara
- Stéphane Gerbaut - wokal
- Stéphane Bayle - gitara